# Kall
Kall település Németországban, azon belül Észak-Rajna-Vesztfália tartományban. Lakosainak száma 11 089 fő (2023. december 31.). Kall Mechernich, Schleiden, Nettersheim és Hellenthal községekkel határos.

## Népesség
A település népességének változása:
| Lakosok száma | 9273 | 11 103 | 11 229 | 11 183 | 11 264 | 10 987 | 11 112 | 11 089 |
|               | 1975 | 2014   | 2015   | 2017   | 2019   | 2021   | 2022   | 2023   |